# Нежелательная организация
Нежелательная организация (более точный термин «неправительственная организация, в отношении которой принято решение о признании нежелательной на территории Российской Федерации») — термин, возникший в российском законодательстве после принятия дополнений в Федеральный закон № 272-ФЗ 2012 года — статьи 3.1 этого закона. Под этим термином в Законе понимается иностранная или международная неправительственная организация, деятельность которой может представлять угрозу основам конституционного строя Российской Федерации, обороноспособности страны или безопасности государства.
Нежелательным организациям запрещено вести деятельность на территории РФ, за нарушение этого запрета предусмотрены административные и уголовные меры наказания.

## Принятие закона
В январе 2015 года депутаты Александр Тарнавский («Справедливая Россия») и Антон Ищенко («ЛДПР») предложили поправки в действующее законодательство и вносящие в него термин «нежелательная организация». Под ней подразумевалась иностранная или международная организация, представляющая угрозу обороноспособности или безопасности государства, либо общественному порядку, либо здоровью населения, в целях защиты основ конституционного строя, нравственности, прав и законных интересов других лиц, на деятельность которой после признания нежелательной накладывался бы запрет и ограничения. Изначально инициаторы хотели посвятить документ тем НКО, которые не попали под закон об иностранных агентах, однако затем было решено распространить действие и на организации, которые вредят интересам России через экономические операции.
20 января 2015 года поправки были одобрены Государственной думой в первом чтении, до этого инициаторы заручились поддержкой комитета по конституционному законодательству и госстроительству. 15 мая документ прошёл второе чтение (третье чтение в подобных случаях имело технический характер).
20 мая документ получил одобрение Совета Федерации.
23 мая 2015 года президент России Владимир Путин подписал закон о нежелательных в России иностранных и международных организациях.
17 февраля 2017 года Государственная дума приняла правительственные поправки, запрещающие нежелательным организациям создавать российские юридические лица.
26 октября 2017 года Государственная дума в первом чтении поддержала закон о внесудебной блокировке сайтов нежелательных организаций, а также сайты с призывами к несогласованным акциям и другой нежелательной информацией и инструкциями по обходу блокировок. Его авторами были депутаты Юрий Швыткин («Единая Россия»), Александр Ющенко («КПРФ») и Олег Николаев («Справедливая Россия»), а внесён он был в конце сентября.
23 июля 2024 года Госдума РФ приняла закон, согласно которому можно признавать нежелательными в России любые организации, если их учредителями или участниками являются зарубежные госорганы, а не только зарубежные неправительственные организации, как было прежде. Один из авторов законопроекта председатель думского комитета по безопасности Василий Пискарев обосновал эту инициативу тем, что существует достаточно примеров, когда структуры, связанные с госорганами США и европейских стран, ведут подрывную деятельность и вредят РФ.

## Содержание закона
Деятельность иностранной или международной неправительственной организации в РФ может быть запрещена генеральным прокурором РФ и его заместителями по согласованию с министерством иностранных дел во внесудебном порядке. Информация о включении в список нежелательных организации (по аналогии с существующим списком для иностранных агентов) публикуется на сайте Министерства юстиции, предусмотрена возможность исключения из данного списка и обжалования решения о включении в суде. С сентября 2015 года по распоряжению правительства РФ деятельность иностранных организаций будет признаваться нежелательной после публикации в «Российской газете».
При внесении в список нежелательных организаций счета организаций замораживаются, а дочерние отделения закрываются. Нежелательным организациям запрещается проводить публичные мероприятия (от семинаров до митингов), хранить и распространять свои материалы — в том числе, через СМИ.
Если иностранные НКО продолжат работать в России вопреки запрету, они должны будут заплатить административный штраф до 100 тыс. руб., а их сотрудники — понести уголовное наказание (до 500 тыс. руб. штрафа, до 5 лет принудительных работ, до 8 лет лишения свободы). Штраф за сотрудничество с запрещёнными организациями для должностных лиц составлял 20—25 тыс. руб, для обычных граждан — до 15 тыс. руб, для банков — 50—100 тыс. руб. О фактах отказов в проведении операций с нежелательными организациями банки и некредитные организации должны сообщать в Росфинмониторинг, а тот — в Генпрокуратуру. Среди санкций также предусматривался запрет на въезд в РФ сотрудникам нежелательных организаций
Статус нежелательной организации фактически означал запрет на работу СМИ в России: издание не может распространять информационные материалы, должно прекратить работу своих подразделений, не может создавать юридические лица и осуществлять денежные операции. Предусмотрена административная, и уголовная (статьи 20.33 КоАП и 284.1 УК РФ) ответственность для руководства и сотрудников, а также спонсоров «нежелательной организации». Российское правоприменение много раз признавало участием в деятельности такой организации и распространение читателями гиперссылок на её материалы, даже просто содержащие символику. Законодательство распространяется и на публикации СМИ до получения статуса, из-за чего репосты его публикаций часто считаются длящимися правонарушениями, срок давности по которым начинает отсчитываться лишь с момента обнаружения материала полицейским или прокурором.

## Применение
С момента вступления закона в силу заявки в Генеральную прокуратуру на признание иностранных НКО нежелательными организациями присылали депутаты ЛДПР (Фонд Карнеги, Transparency International, Human Rights Watch, Amnesty International и «Мемориал») и КПРФ (Фонд Сороса).
Совет Федерации в июле 2015 года представил собственный «Патриотический стоп-лист» — список из 12 потенциальных «нежелательных организаций» предупредительного характера, который был направлен в МИД, прокуратуру и Минюст. При этом сенаторы не могли объяснить критерии для попадания в данный список. По мнению сенатора Константина Косачёва, возможные нарушения этих НКО должны установить соответствующие органы. В список попали Международный республиканский институт, Национальный фонд демократии, Национальный демократический институт по международным вопросам, Фонд Чарльза Стюарта Мотта, Восточно-Европейский демократический центр, фонд «Образование для демократии», Украинский всемирный координационный совет, Всемирный конгресс украинцев, Крымская полевая миссия по правам человека, Фонд Сороса, Фонд Макартуров, Freedom House. Попавший в список Фонд Макартуров принял решение прекратить работу в РФ из-за невозможности организации эффективной работы иностранных благотворительных фондов после принятия этого закона и закона об иностранных агентах.
28 июля 2015 года первой нежелательной организацией был признан Национальный фонд в поддержку демократии, который, по версии Генпрокуратуры, «участвовал в работе по признанию нелегитимными итогов выборных кампаний, организации политических акций с целью влияния на принимаемые органами власти решения, дискредитации службы в вооружённых силах России». Фонд ежегодно выделял российским организациям до 3 млн долл., за 2013 и 2014 годы потратив 5,2 млн долл. Организация поддерживала движение Льва Пономарёва «За права человека», «Левада-центр» и Московскую Хельсинкскую группу.
30 ноября 2015 года генеральная прокуратура признала нежелательными организациями фонды «Открытое общество» и «Содействие», основанные американским финансистом Джорджем Соросом
В декабре 2015 года признан нежелательным Американо-российский фонд по экономическому и правовому развитию. В мае 2016 года признан нежелательным Национальный демократический институт по международным вопросам (США).
18 августа 2016 года генеральная прокуратура включила Международный республиканский институт и Фонд инвестирования в развитие СМИ в список нежелательных организаций.
26 апреля 2017 года генеральная прокуратура РФ признала нежелательными три иностранные неправительственные организации, связанные с предпринимателем и общественным деятелем Михаилом Ходорковским: зарегистрированная в Великобритании организация Otkrytaya Rossia, Institute of Modern Russia, Inc (США) и Open Russia Civic Movement (Великобритания). По словам представителя пресс-службы российского общественного движения Открытая Россия, эти организации с одноимённым российским движением и новостным сайтом не связаны.
В 2018 году в список включены European Platform for Democratic Elections (EPDE) (Европейская платформа за демократические выборы, Германия) и International elections study center (IESC) (Международный центр электоральных исследований, Литва), Германский фонд Маршалла Соединённых Штатов (США).
Под угрозой блокировки в декабре 2021 года Роскомнадзор вынудил ряд российских СМИ удалить новости на основе расследований издания «Проект». Расследования касались недвижимости и другого имущества, которым (по данным издания) владеют или пользуются высокопоставленные российские чиновники и их семьи.
26 января 2023 года Генеральная прокуратура внесла в список издание «Медуза». По данным ведомства, деятельность «Медузы» «представляет угрозу основам конституционного строя и безопасности Российской Федерации».

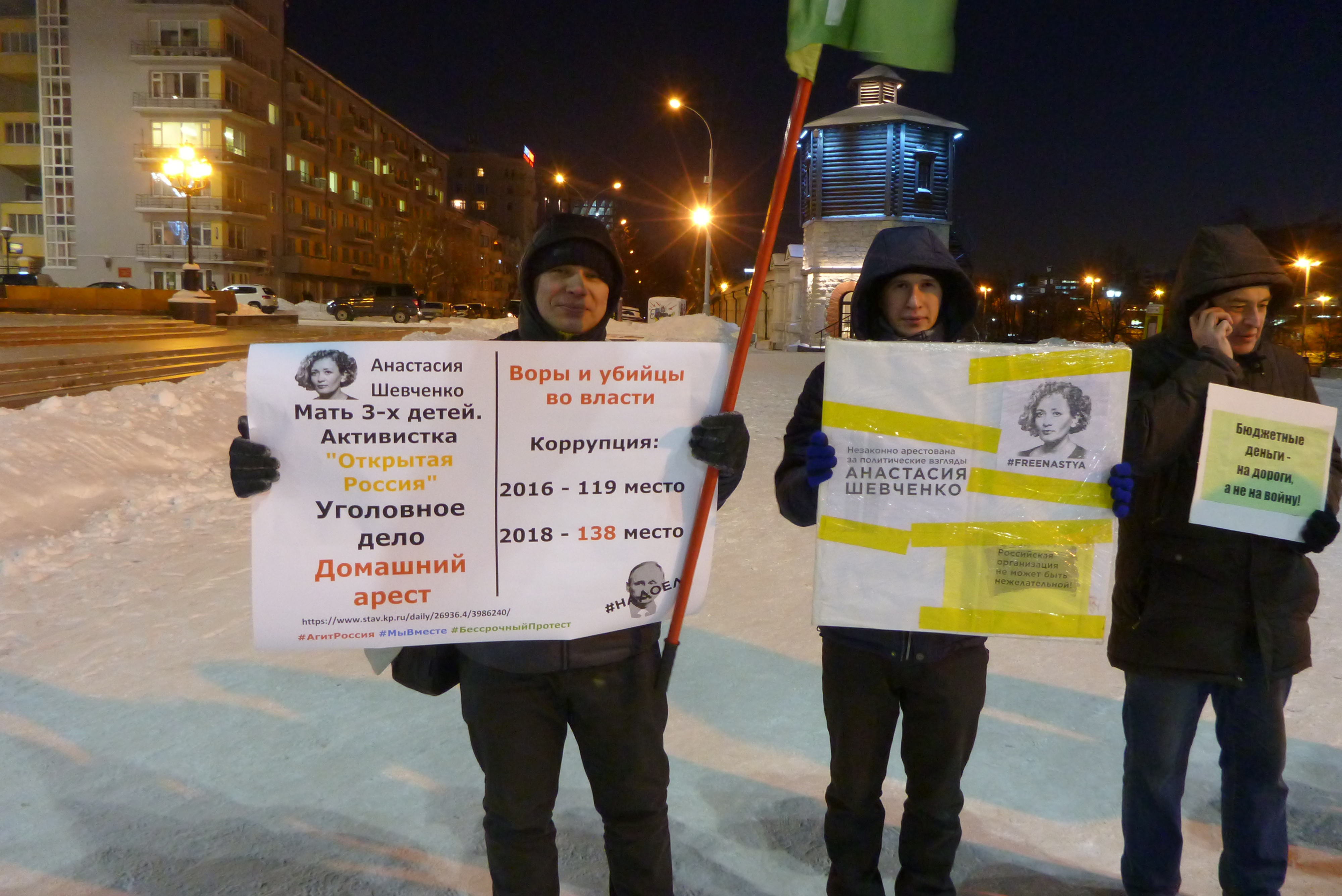

## Оценки
Авторы закона позиционировали его как предупредительную меру по защите основ конституционного строя, национальных интересов, прав и интересов граждан и безопасности страны от посягательств вредных организаций.
В марте 2015 года президентский совет по правам человека направил отрицательное заключение на законопроект, который, по его мнению, нарушает несколько статей Конституции РФ. Уполномоченная по правам человека Элла Памфилова отмечала отсутствие росписи в законе ряда технических моментов и его общую неуклюжесть. Глава Совета по правам человека при президенте России Михаил Федотов считал принятие закона асимметричным ответом на западные санкции.
Документ критиковался со стороны правозащитных организаций Human Rights Watch и Amnesty International из-за его направленности на подавление гражданской активности в России и её изоляцию от международных партнёров. Представитель ОБСЕ по свободе СМИ Дунья Миятович призвала Владимира Путина отклонить закон из-за возможности ввода серьёзных ограничений в отношении широкого спектра важных демократических прав, включая свободу выражения и свободу прессы.